# Siren C.30
Die Siren C.30 Edelweiss ist ein einsitziges Segelflugzeug der Standardklasse, das von dem französischen Unternehmen S.I.R.E.N. SA produziert wurde.

## Geschichte
Konstrukteur war Jean Cayla, der zuvor bereits für die Firma Breguet Segelflugzeuge entwickelt hatte. Der Erstflug des ersten von zwei Prototypen erfolgte am 25. September 1962, während das erste Exemplar einer Serie von 15 Flugzeugen im Januar 1965 fertiggestellt wurde. Die Serienversion besitzt nicht mehr die bei den Prototypen verwendeten nach vorne gepfeilten Tragflächen, weiter haben die Querruder und Luftbremsen eine kleinere Spannweite und die Rumpfnase ist kürzer ausgeführt.

## Konstruktion
Die „Edelweiss“ ist ein freitragender Schulterdecker mit einem NACA-Profil der 64er Serie, das jedoch modifiziert wurde. Die einholmigen Tragflächen sind vollständig aus Holz aufgebaut und besitzen eine in Sandwich-Bauweise ausgeführte Beplankung aus Sperrholz und Klégecel (ein üblicherweise zur Schall- und Wärmedämmung eingesetzter Hartschaumstoff) mit einer Dicke von 8 mm. Die Querruder sind in Ganzmetall ausgeführt. Auch der Rumpf ist entsprechend den Tragflächen in der gleichen Sandwich-Bauweise konstruiert. Das Leitwerk besitzt eine Auslegung in V- oder Schmetterlingsform mit einem eingeschlossenen Winkel von 90°. Das Einradfahrwerk ist nicht einziehbar.

## Einsatz
Beide Prototypen nahmen 1963 an den Weltmeisterschaften in Argentinien teil, wobei der zweite (Lacheny) bzw. der 17. Platz in der Standard-Klasse belegt wurde.
Bei den Weltmeisterschaften 1965 in England erreichte der Flugzeugtyp den 1. und den 7. Platz. Segelflugweltmeister wurde damals der Franzose Louis Henry.

## Technische Daten
| Kenngröße                           | Daten                |
| ----------------------------------- | -------------------- |
| Besatzung                           | 1                    |
| Länge                               | 7,39 m               |
| Spannweite                          | 15,0 m               |
| Streckung                           | 18                   |
| Gleitzahl                           | 36 bei 95 km/h       |
| Geringstes Sinken                   | 0,58 m/s bei 79 km/h |
| Höchstgeschwindigkeit (ruhige Luft) | 225 km/h             |
| Höchstgeschwindigkeit (böige Luft)  | 160 km/h             |
| Leermasse (voll ausgerüstet)        | 238 kg               |
| max. Startmasse                     | 380 kg               |
| Flächenbelastung                    | etwa 30 kg/m²        |